# Comisana
La comisana è una razza ovina da latte molto diffusa ed allevata per le sue ottime e qualitative produzioni di latte. È originaria della Sicilia, prende il nome dal comune di Comiso e trova molta diffusione anche negli allevamenti delle regioni limitrofe. Molto apprezzata per le caratteristiche qualitative del latte che vanta un ottimo tenore proteico e contenuto in grasso. 
La caratteristica somatica distintiva della razza è la mascherina facciale rossa che si estende fino alle orecchie, al collo. La testa può essere totalmente rossa o stagliata da una banda frontale bianca. Anche gli arti sono rossi. È acorne.